# Claude Joseph de Saint-Vincent
Pour les articles homonymes, voir Saint-Vincent.
Claude Joseph de Saint-Vincent , né le 24 août 1747 à Blauzac, mort le 23 janvier 1809 à Nantes, est un militaire français de la Révolution et de l’Empire.

## États de service
Il entre en service le 28 mai 1762, comme aspirant d’artillerie, et le 15 octobre 1765, il est admis en tant qu’élève à l’école d’artillerie de La Fère. Le 30 janvier 1767, il devient lieutenant en premier au régiment d’artillerie de Toul, et le 3 juin 1769, il reçoit son brevet de capitaine en second.
En poste à Cherbourg, il sauve en 1780, un convoi de 80 bâtiments, attaqué par les Anglais, et en 1782, il les empêche d’effectuer une descente à Bugnieux en Roussillon, puis en 1783, il protège un convoi marchand à Port-Vendres. Il est nommé capitaine en second des sapeurs de son régiment le 6 janvier 1785, et il commande la compagnie des bombardiers le 19 juin suivant. Passé au commandement d’une compagnie de canonniers le 25 mai 1788, il est fait chevalier de Saint-Louis le 25 août 1789.
Il est promu chef de bataillon le 1er novembre 1792, et il prend les fonctions de commandant en second de l’école d’artillerie de Châlons. Il reçoit ses épaulettes de chef de brigade le 29 avril 1795, et le 9 décembre 1799, il est nommé directeur d’artillerie à Montpellier. Le 17 décembre 1801, il reçoit la direction des parcs d'artillerie de l’armée d’Italie, et il se trouve à Brescia, lorsqu’il est fait chevalier de la Légion d’honneur le 11 décembre 1803, puis commandeur de l’ordre le 14 juin 1804.
Muté à Nantes, il meurt en service le 23 janvier 1809.
Il fut considéré par ses pairs comme "l'un des officiers les plus instruits et les plus braves de l'armée" mais souffrit les reproches de Napoléon Bonaparte pour avoir affiché trop ouvertement son attachement royaliste.

## Filiation et descendance
Claude-Joseph de Saint-Vincent est le fils de Joseph de Saint-Vincent, comte palatin, chevalier de l'Eperon d'Or, chevalier de Saint-Jean de Latran, ingénieur des armées du roi, marié en 1746 à Marie-Anne-Pierre de Bannes de Montgros. Il épouse Claire de Gamon de Monval dont il aura cinq enfants : Auguste (colonel d'artillerie tué à la bataille de la Moskowa), Joséphine (ep. marquis de Périni), Pauline, Marie-Joseph (colonel d'artillerie, puis maréchal de camp, confirmé dans son titre de Baron par lettre patente du roi en 1818, ep. Charlotte de Juge Brassac), Pulchérie (ep. baron d'Anglas).

## Sources
- A. Lievyns, Jean Maurice Verdot, Pierre Bégat, Fastes de la Légion-d'honneur, biographie de tous les décorés accompagnée de l'histoire législative et réglementaire de l'ordre, Tome 3, Bureau de l’administration, 1844, 529 p. (lire en ligne), p. 476.
- Théophile de Lamathière, Panthéon de la Légion d'honneur, Tome 4, Paris, 1875-1911 (lire en ligne), p.444
- Léon Hennet, Etat militaire de France pour l’année 1793, Siège de la société, Paris, 1903, p. 121.
- Claude Joseph de Saint-Vincent  sur roglo.eu
- Charles Pierre Lubin Griois et Arthur Chuquet, Mémoires du général Griois, 1792-1822, Volume 1, Plon-Nourrit et cie, 1909, p. 18.
- Vicomte Révérend, Armorial du premier empire, tome 4, Honoré Champion, libraire, Paris, 1897, p. 204.
- Marquis de Saint Vincent Brassac, Brassac, son passé historique et la ballade du Castel Sarrasi, Toulouse, Impr. Saint-Cyprien, 1907, 104 p. (lire en ligne), p. 75-77